# Klepusanggar
Klepusanggar is een bestuurslaag in het regentschap Kebumen van de provincie Midden-Java, Indonesië. Klepusanggar telt 956 inwoners (volkstelling 2010).